# Galerie Paul Prouté
La galerie Paul Prouté est l'une des plus anciennes galeries d'art françaises consacrée à l'estampe et au dessin anciens et contemporains. Fondée en 1876 à Paris, elle est dirigée par les descendants du fondateur, qui se consacrent à l'expertise et à la vente d'œuvres d'art sur papier.

## Histoire
Fils d'Étienne Prouté (1806-1859), le fondateur de cette maison est Victor Prouté (1854-1918), qui devient comme sa grand-mère, coloriste d'estampes ; elle éditait des caricatures contre Napoléon III. Il ouvre une petite librairie-brocante au 220, rue Saint-Jacques, à Paris en 1876. Il y expose dès l'année suivante et édite des vues de Paris intitulées « Paris gravé », dont Les Boulevards de Paris composé d'eaux-fortes de Martial-Potémont, qui avait été le bras droit du marchand-éditeur Alfred Cadart,. En 1883, il ouvre une nouvelle boutique au 96, rue de Rennes.
Anatole France, amateur et collectionneur, rendait souvent visite à Victor Prouté à partir de 1885 pour y trouver des gravures anciennes, entre autres de Rembrandt. De jeunes collectionneurs et futurs artistes trouvent chez Prouté l'occasion de débuter leur collection et de faire des rencontres, tels le jeune Marcel Proust et Georges Sirot.
En 1895, Victor Prouté quitte la rue de Rennes, et s'installe au 12, rue de Seine, pour se rapprocher de l'Institut. Il abandonne le livre ancien pour se concentrer sur l'estampe et le dessin. La galerie se développe dans deux directions : l'ancien et le moderne. En 1918, Victor meurt ; sa veuve gère le 12, rue de Seine, avec son second fils, Robert. Son fils aîné, Paul (1887-1981), ouvre une seconde galerie au 74, rue de Seine, qui reste son adresse actuelle. Dans les années 1920, commence la publication de catalogues spécialisés. L'un des grands clients de la galerie est l'Américain Atherton Curtis, riche collectionneur de gravures et auteur de plusieurs catalogues raisonnés, qui fit donation d’une grande partie de ses collections au musée du Louvre et à la Bibliothèque nationale de France. Dans le magasin se retrouvaient aussi à cette époque des historiens de l’art, comme Henri Focillon, Louis Hautecœur, George Oprescu, Jean Cantacuzène et quelques autres. Paul Prouté accumule une collection personnelle de plus de 2 000 pièces.
La galerie Prouté passe ensuite au fils de Paul, Hubert Prouté (1922-2022), et à son épouse Michelle, puis à leurs filles, Sylvie Tocci-Prouté et Annie Martinez-Prouté, expertes en estampes et dessins anciens, modernes et contemporains. 
La galerie Paul Prouté est affiliée à la Chambre syndicale de l’estampe, du dessin et du tableau (CSEDT).

## Expositions notables
- Frédéric Luce, mars 1961.
- Adolphe Appian, 1968.
- Jacques Callot, 1992.
- Marcellin Desboutin, décembre 2016.
- Jean-Baptiste Sécheret, novembre 2021.